# Carl Magnus Sundemo
Carl Magnus Sundemo, född 1954, är en svensk ingenjör  verksam vid utvecklingsavdelningen på Volvo personvagnar där han också är styrelsesuppleant som arbetstagarrepresetant. Han är sedan 2009 styrelseordförande i Konsortium Jakob  var mål är att köpa Volvo personvagnar.
2018 publicerade Magnus Sundemo en bok om sina 39 år hos Volvo, med titeln ”Sanningen om Volvo : Från Gyllenhammar till Geely: En radikal fackordförandes berättelse”.